# معصوم أباد (قهاب رستاق)
معصوم أباد (بالفارسية: معصوم‌آباد) هي مستوطنة تقع في إيران في قسم قهاب رستاق الريفي. يقدر عدد سكانها بـ 98 نسمة بحسب إحصاء 2016.